# Scido
Scido és un comune (municipi) de la Ciutat metropolitana de Reggio de Calàbria, a la regió italiana de Calàbria, situat a uns 90 km al sud-oest de Catanzaro i a uns 30 km al nord-est de Reggio de Calàbria. A 1 de gener de 2019 la seva població era de 890 habitants.
Scido limita amb els municipis següents: Cosoleto, Delianuova, San Luca i Santa Cristina d'Aspromonte.